# Sovra

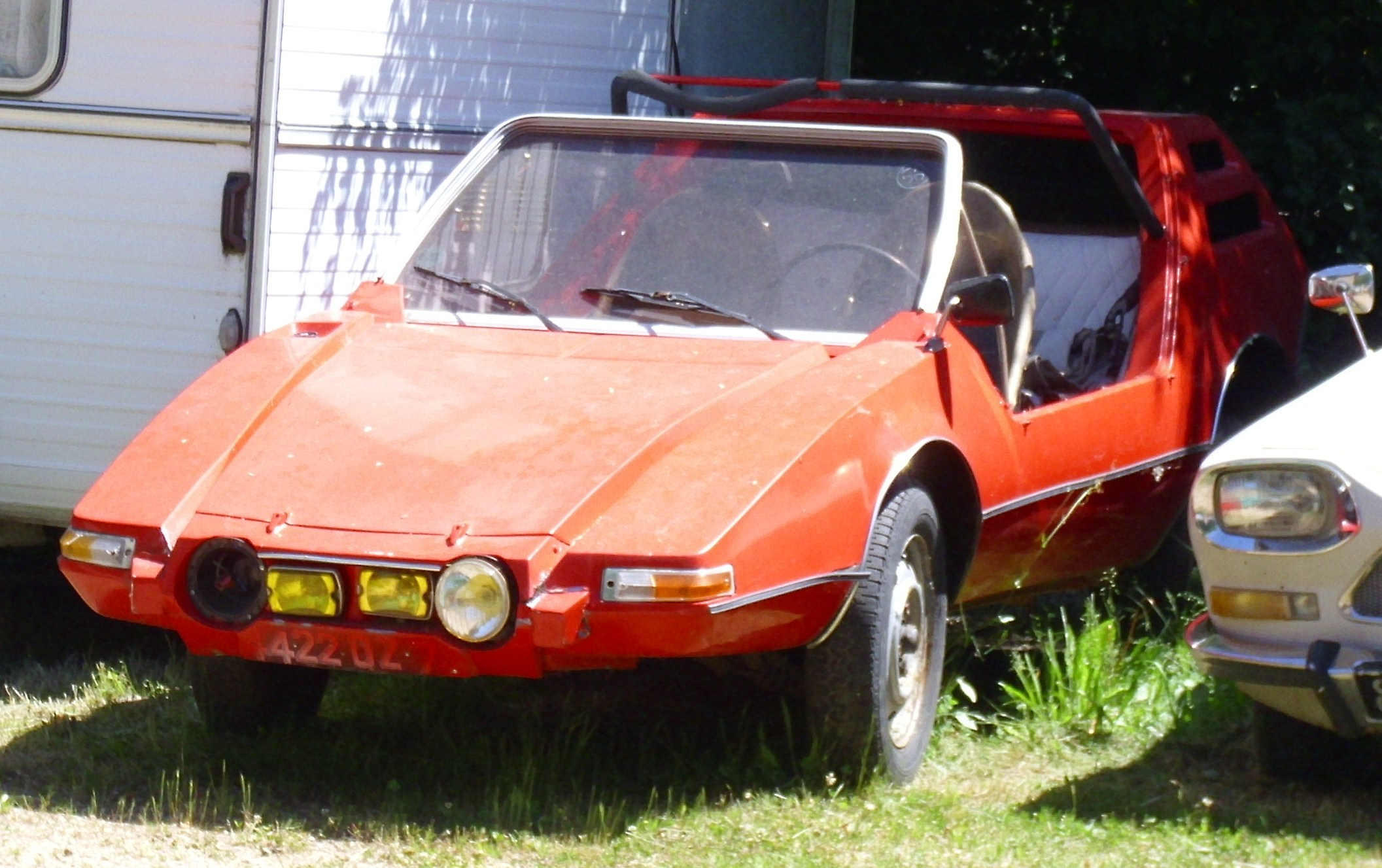
Sovra LM 2

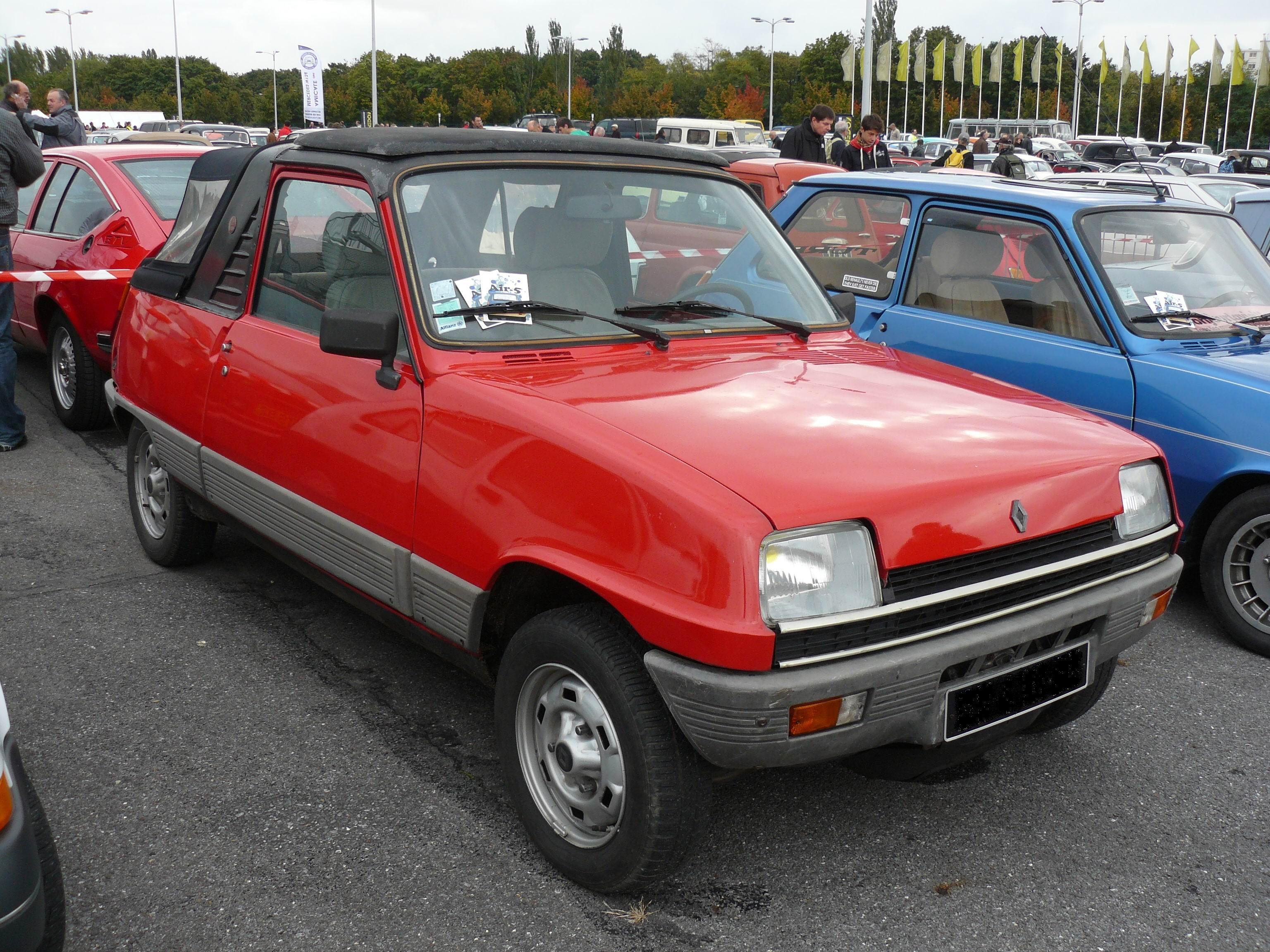
Sovra LM 4

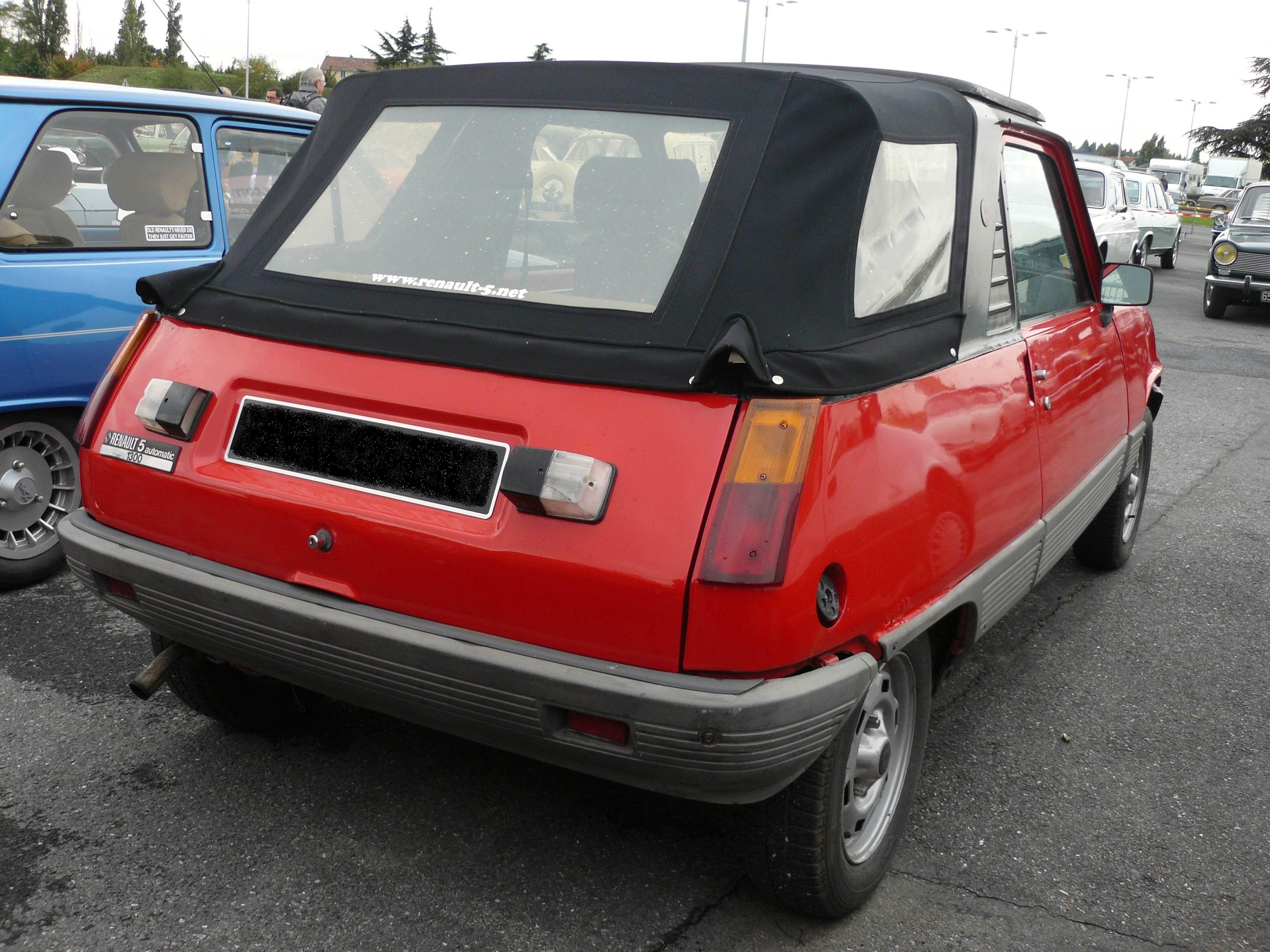
Heckansicht

Sovra war eine französische Automarke.

## Unternehmensgeschichte
Michel Landois gründete 1968 das Unternehmen Société de Vente et de Réparation Automobile. Standort war an der Rue de la Gare 23/25 in Corbeilles. 1969 begann die Produktion von Automobilen. Der Markenname lautete Sovra. 2001 ging das Unternehmen in den Bankrott. AABLM SARL, kurz für Auch Auto Buggy LM, aus Castillon-Massas übernahm das Unternehmen und setzte die Produktion eines Modells noch bis 2003 fort.

## Fahrzeuge
Die ersten Modelle entstanden auf dem Fahrgestell des VW Käfer. Der LM 1 war ein VW-Buggy, vorgestellt 1970 auf dem Pariser Automobilsalon. Ihn gab es als LM 1 L mit dem normalen Radstand und als LM 1 C mit gekürztem Radstand. Der LM 2 war ein offener Strandwagen und keilförmiger Karosserie. 1973 erschien der LM 3. Dies war ein Kombicoupé.
Ab 1985 baute das Unternehmen geschlossene Fahrzeuge in Cabriolimousinen um. Der LM 4 basierte auf dem Renault 5. Für den LM 5 kamen sowohl der Peugeot 104 als auch der Citroën LN in Frage. Das letzte Modell war ein Umbau des Renault 11.
Der LM 1 C war das einzige Modell, das bis 2003 produziert wurde.